# California Hot Springs (Kalifornija)
California Hot Springs je naseljeno područje za statističke svrhe u američkoj saveznoj državi Kalifornija. Prema popisu stanovništva iz 2010. u njemu je živjelo 37 stanovnika.